# August Waterbeck
August Waterbeck (* 1. September 1875 in Amelsbüren; † 21. Februar 1947 in Hannover) war ein deutscher Bildhauer.

## Leben

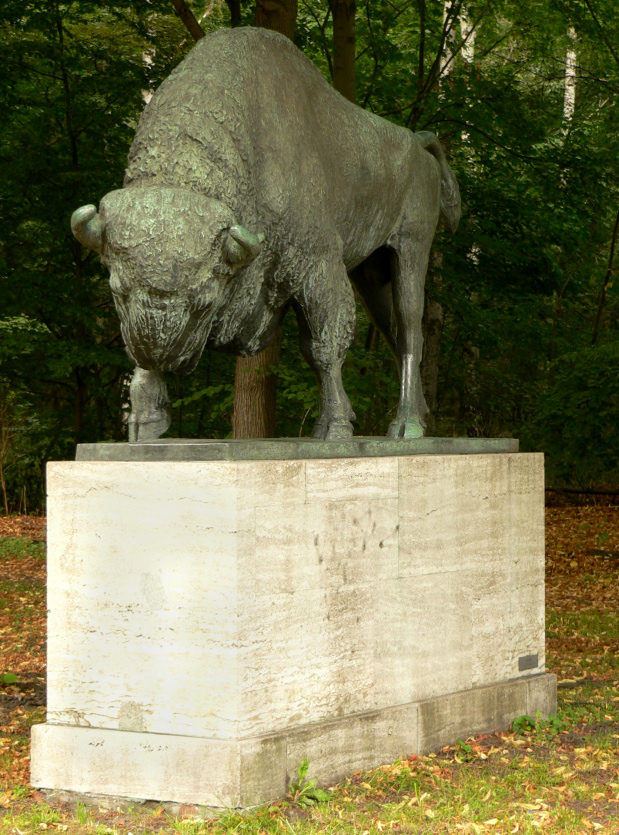
Wisent von 1935

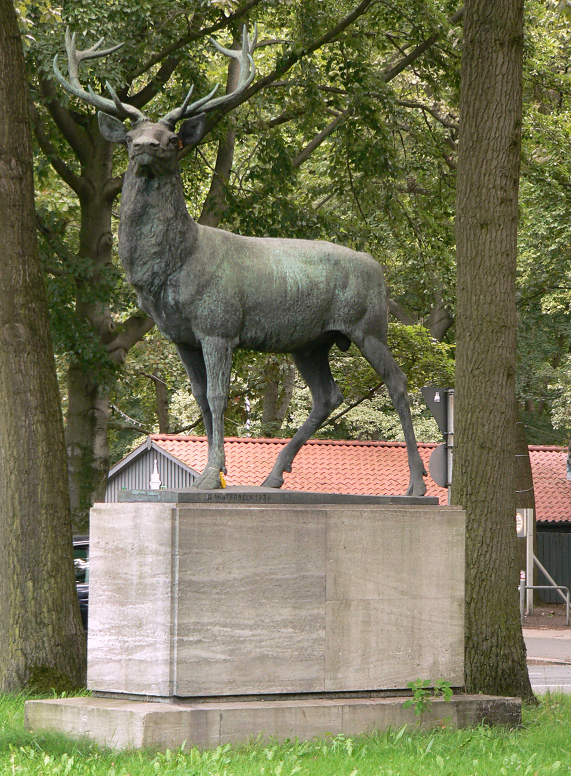
Hirsch von 1936

Waterbeck ließ sich von 1893 bis 1896 in einer Werkstatt für kirchliche Kunst in Wiedenbrück als Holzschnitzer ausbilden. Von 1897 bis 1902 studierte er bei Edmund von Hellmer in Wien.
In Hannover war Waterbeck seit 1903 als freischaffender Bildhauer tätig. Dort war er seit 1920 auch Mitglied im Hannoverschen Künstlerverein und in der Alten hannoverschen Tischgesellschaft, die sich seit 1882 mit der Stadtgeschichte Hannovers beschäftigt und heute noch existiert. 1937, 1938, 1941 und 1942 war Waterbeck mit insgesamt sieben Arbeiten auf den Großen Deutschen  Kunstausstellungen in München vertreten.
Sein Grab liegt auf dem Stadtfriedhof Engesohde.

## Werke
- Einzug des Königs Ernst August, 1837; (1913, Neues Rathaus)
- Reinholddenkmal, 1928 im Garten des Nordstadt Krankenhauses in Hannover aufgestellt (für den langjährigen Leiter des Hauses, Heinrich Reinhold)
- Zieglerdenkmal (1934, im Garten des Krankenhauses Heidehaus bei Hannover für Chefarzt Otto Ziegler, 1879–1931)
- Wisent, 1935, Tierplastik in der Eilenriede in Hannover an der Bernadotteallee – denkmalgeschützt
- Hirsch, 1936, Tierplastik in der Eilenriede in Hannover an der Bernadotteallee – denkmalgeschützt
- Gedenktafel für gefallenen Schüler und Lehrer im ersten Weltkriege 1922 – gebrannte Tonplatten, zwei trauernde Frauenfiguren als oberer Ablschluss – in Hannover, Lutherschule

Außerdem gibt es Freiplastiken von August Waterbeck in Magdeburg, Stettin, Bad Pyrmont und Hildesheim.